# ترانا
ترانا (به ایتالیایی: Trana) یک کومونه در ایتالیا است که در استان تورین واقع شده‌است.

## خصوصیات
ترانا ۱۶٫۴ کیلومترمربع مساحت و ۳٬۸۷۴ نفر جمعیت دارد و ۳۷۲ متر بالاتر از سطح دریا واقع شده‌است.